# 압하스어 위키백과

압하스어 위키백과는 압하스어로 운영되는 위키백과 언어판이다. 2006년 9월 11일에 시작되었다. 기호는 ab이다.